# San Felice a Cancello
San Felice a Cancello là một đô thị ở tỉnh Caserta trong vùng Campania của Ý, có vị trí cách khoảng 30 km về phía đông bắc của Napoli và khoảng 14 km về phía đông nam của Caserta. Tại thời điểm ngày 31 tháng 12 năm 2004, đô thị này có dân số 17.274 người và diện tích là 26.8 km².
Đô thị San Felice a Cancello có các frazioni (các đơn vị cấp dưới, chủ yếu là các làng) San Felice, Cancello, Cave, San Marco, Trotti, Casazenca, Talanico, Piedarienzo, Caianiello, Ponti Rossi, Grotticella, Vigliotti, Botteghino, và Polvica.
San Felice a Cancello giáp các đô thị: Acerra, Arienzo, Maddaloni, Nola, Roccarainola, Santa Maria a Vico.